# Ann Moore
Ann Moore, född den 20 augusti 1950 i Sutton Coldfield, Birmingham i Storbritannien, är en brittisk ryttare.
Hon tog OS-silver i den individuella hoppningen i samband med de olympiska ridsporttävlingarna 1972 i München.